# Miguel Proença
Miguel Proença (Quaraí, 27 de março de 1939) é um pianista brasileiro, considerado uma das figuras mais representativas do piano no século XX. Aluno de Yakov Zak e Karl Engel, destacou-se como solista nos cinco continentes, construindo uma carreira de prestígio internacional. Com uma extensa discografia, foi professor da Hochschule für Musik Karlsruhe, na Alemanha, e consolidou-se como uma das maiores referências do piano brasileiro.

## Biografia
Ao longo de uma carreira de mais de seis décadas, apresentou-se como solista nos cinco continentes, conquistando aclamação do público e da crítica. Possui uma vasta discografia, incluindo mais de 30 gravações dedicadas ao repertório erudito brasileiro e internacional, com lançamentos por selos como Vox Classics (Alemanha) e Biscoito Fino (Brasil).
Além da atuação artística, teve uma significativa contribuição acadêmica e institucional. Foi professor do Instituto de Artes da Universidade do Estado do Rio de Janeiro (UERJ) e professor convidado da Universidade de Música de Karlsruhe, na Alemanha (1997–2002). Foi diretor da Sala Cecília Meireles (1987 e 2017–2018), da Escola de Música Villa-Lobos e também Secretário Municipal de Cultura do Rio de Janeiro (1983–1988).
Participou como jurado de importantes concursos internacionais, como o Gina Bachauer (EUA), Vianna da Motta (Portugal), José Iturbe (Espanha) e Tchaikovsky (Japão). Entre suas distinções, recebeu a Comenda da Ordem do Rio Branco, no grau de comendador (1991), o Prêmio da UNESCO "Patrimônio da Música Brasileira" (2005) e o título de Cidadão Cultural de Kobe (Japão). Em 1988 e 1989, foi escolhido pela Associação Paulista de Críticos de Arte (APCA) como o melhor pianista do ano.
Miguel Proença é um Artista Steinway, figurando no Wall of Fame da Steinway & Sons, ao lado dos mais ilustres pianistas da história.